# زادا (ویرجینیای غربی)
زادا (به انگلیسی: Zada) یک منطقهٔ مسکونی در ایالات متحده آمریکا است که در شهرستان رالی، ویرجینیای غربی واقع شده‌است. زادا ۵۱۶٫۹۵ متر بالاتر از سطح دریا واقع شده‌است.